# آرامستان صلیب مقدس (کالور سیتی)
آرامستان صلیب مقدس، کالور سیتی (انگلیسی: Holy Cross Cemetery, Culver City) یک آرامستان متعلق به کلیسای کاتولیک است که در ۵۸۳۵ خیابان اسلاوزن غربی در شهر کالور سیتی، کالیفرنیا واقع شده‌است و توسط اسقف اعظم کلیسای کاتولیک لس آنجلس اداره می‌شود.
این آرامستان در محدوده شهر کالور سیتی قرار گرفته‌است.
این آرامستان در سال ۱۹۳۹ با مساحت ۲۰۰ جریب فرنگی (۸۱ هکتار) گشایش یافت.

## مدفونان برجسته

### A
- جیپسی ابوت (۱۸۹۶–۱۹۵۲), هنرپیشه زن
- جین آکر (۱۸۹۳–۱۹۷۸), هنرپیشه زن، نخستین همسر رودولف والنتینو
- فرانک آلبرستون (۱۹۰۹–۱۹۶۴), هنرپیشه مرد
- سارا آلگود (۱۸۷۹–۱۹۵۰), هنرپیشه زن
- ریچارد آرلن (۱۸۹۹–۱۹۷۶), هنرپیشه مرد
- هنری آرمتا (۱۸۸۸–۱۹۴۵), هنرپیشه مرد
- مری آستور (۱۹۰۶–۱۹۸۷), هنرپیشه زن

### B
- جان برادینو (۱۹۱۷–۱۹۹۶), هنرپیشه مرد
- سالی بلین (۱۹۱۰–۱۹۹۷), هنرپیشه زن
- ری بولگر (۱۹۰۴–۱۹۸۷), هنرپیشه مرد رقاص
- فورتونیو بونانووا (۱۸۹۵–۱۹۶۹), هنرپیشه مرد
- شارل بوآیه (۱۸۹۹–۱۹۷۸), هنرپیشه مرد
- اسکات بردی (۱۹۲۴–۱۹۸۵), هنرپیشه مرد
- آرجنتینا برونتی (۱۹۰۷–۲۰۰۵), هنرپیشه زن
- داز باتلر (۱۹۱۶–۱۹۸۸), هنرپیشه مرد و هنرمند صداپیشه

### C
- جون کندی (۱۹۵۰–۱۹۹۴), هنرپیشه مرد و کمدین
- مکدونالد کری (۱۹۱۳–۱۹۹۴), هنرپیشه مرد
- والتر کتلت (۱۸۸۹–۱۹۶۰), هنرپیشه مرد
- هوبرت کواناوگه (۱۸۸۶–۱۹۵۰), هنرپیشه مرد
- مارگریت چپمن (۱۹۱۸–۱۹۹۹), هنرپیشه زن
- دی. ورث کلرک (۱۹۰۲–۱۹۵۵), سناتور از ایالت اوهایو (۱۹۳۹–۱۹۴۵)
- روث کلیفورد (۱۹۰۰–۱۹۹۸), هنرپیشه زن
- بیل کودی (۱۸۹۱–۱۹۴۸), هنرپیشه مرد
- جکی کوگان (۱۹۱۴–۱۹۸۴), هنرپیشه مرد
- بینگ کرازبی (۱۹۰۳–۱۹۷۷), هنرپیشه مرد و خواننده

### D

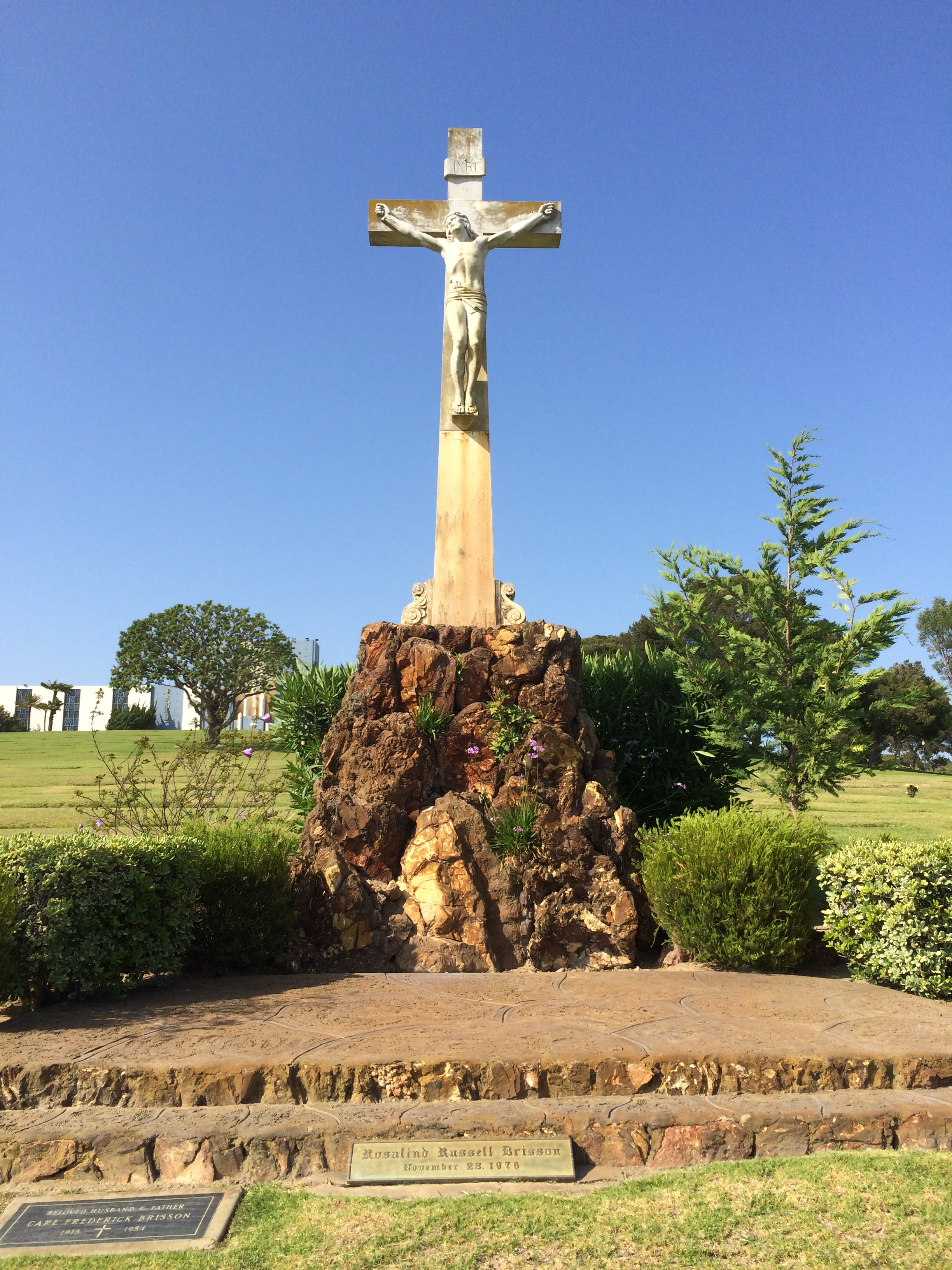
رزالیند راسل

- منا دارک‌فدر (۱۸۸۳–۱۹۷۷), هنرپیشه زن
- جوآن دیویس (۱۹۰۷–۱۹۶۱), هنرپیشه زن و کمدین
- ویرجینیا دیویس (۱۹۱۸–۲۰۰۹), هنرپیشه کودک
- فرد د کوردوا (۱۹۱۰–۲۰۰۱), کارگردان و پویانما
- ژان دل وال (۱۸۹۱–۱۹۷۵), هنرپیشه مرد
- جان دوست (۱۹۲۱–۱۹۹۴), هنرپیشه مرد
- کنستانس داولینگ (۱۹۲۰–۱۹۶۹), هنرپیشه زن
- تام دریک (۱۹۱۸–۱۹۸۲), هنرپیشه مرد
- ال دابین (۱۸۹۱–۱۹۴۵), ترانه نویس
- جیمی درنت (۱۸۹۳–۱۹۸۰), هنرپیشه مرد و کمدین
- وینس ادواردز (۱۹۲۸–۱۹۹۶), هنرپیشه مرد

### F
- جان فانته (۱۹۰۹–۱۹۸۳), رمان نویس، نویسنده داستان کوتاه و فیلمنامه‌نویس.
- جان فارو (۱۹۰۴–۱۹۶۳), کارگردان، شوهر مورین اوسالیوان، پدر میا فارو
- امیلی فیتزروی (۱۸۶۰–۱۹۵۴), هنرپیشه زن
- جیمز فلاوین (۱۹۰۶–۱۹۷۶), هنرپیشه مرد
- جرج جی. فالسی (۱۸۹۸–۱۹۸۸), فیلمبردار
- فرانسیس فورد (۱۸۸۱–۱۹۵۹), هنرپیشه مرد، نویسنده و کارگردان
- جان فورد (۱۸۹۴–۱۹۷۴), کارگردان
- والاس فورد (۱۸۹۸–۱۹۶۶), هنرپیشه مرد
- نورمن فاستر (۱۹۰۰–۱۹۷۶), هنرپیشه مرد و کارگردان
- تلما فرنس، ویکنتس فرنس (۱۹۰۴–۱۹۷۰) خواهر دوقلوی Gloria Morgan Vanderbilt

### G
- مارگارت گیبسون (۱۸۹۴–۱۹۶۴), هنرپیشه زن
- جیمز گلیسون (۱۸۸۲–۱۹۵۹), هنرپیشه مرد
- پدرو گونزالز گونزالز (۱۹۲۵–۲۰۰۶), هنرپیشه مرد
- بونیتا گرانویل (۱۹۲۳–۱۹۸۸), هنرپیشه زن
- گیلدا گری (۱۹۰۱–۱۹۵۹), هنرپیشه زن و رقاص
- رابرت گریگ (۱۸۷۹–۱۹۵۸), هنرپیشه مرد

### H
- جک هالی (۱۸۹۸–۱۹۷۹), هنرپیشه مرد و کمدین
- جوانیتا هانسن (۱۸۹۵–۱۹۶۱), هنرپیشه زن
- هنری هاتاوی (۱۸۹۸–۱۹۸۵), کارگردان و پویانما
- جون هیور (۱۹۲۶–۲۰۰۵), هنرپیشه زن
- الیسن هی (۱۹۳۰–۱۹۷۷), هنرپیشه زن
- ریتا هیورث (۱۹۱۸–۱۹۸۷), هنرپیشه زن و رقاص
- املین هنری (۱۹۲۸–۱۹۷۹), هنرپیشه زن
- هیو هربرت (۱۸۸۷–۱۹۵۲), هنرپیشه مرد و کمدین
- تیلور هولمز (۱۸۷۸–۱۹۵۹), هنرپیشه مرد

### J
- ریتا جانسون (۱۹۱۳–۱۹۶۵), هنرپیشه زن
- رابرت کیت (۱۸۹۸–۱۹۶۶), هنرپیشه مرد

### K
- پال کلی (۱۸۹۹–۱۹۵۶), هنرپیشه مرد
- ادگار کندی (۱۸۹۰–۱۹۴۸), هنرپیشه مرد و کمدین
- جوزف مایکل کریگن (۱۸۸۴–۱۹۶۴), هنرپیشه مرد
- نورمن کری (۱۸۹۴–۱۹۵۶), هنرپیشه مرد
- کمی کینگ (۱۹۳۴–۲۰۱۰), هنرپیشه کودک
- هنری کینگ (۱۸۸۶–۱۹۸۲), کارگردان
- جیمز کرکوود سینیور (۱۸۷۵–۱۹۶۳), هنرپیشه مرد و کارگردان

### L
- ماریو لنزا (۱۹۲۱–۱۹۵۹), هنرپیشه مرد و خواننده
- مارگارت لیندزی (۱۹۱۰–۱۹۸۱), هنرپیشه زن
- جین لوکارت (۱۸۹۱–۱۹۵۷), هنرپیشه مرد
- فرانک لاوجوی (۱۹۱۲–۱۹۶۲), هنرپیشه مرد
- بلا لاگوسی (۱۸۸۲–۱۹۵۶), هنرپیشه مرد

### M
- رونالد مک‌دوگال (۱۹۱۵–۱۹۷۳), فیلمنامه‌نویس
- فرد مک‌موری (۱۹۰۸–۱۹۹۱), هنرپیشه مرد
- جورج مارشال (۱۸۹۱–۱۹۷۵), کارگردان
- ماریون مارتین (۱۹۰۹–۱۹۸۵), هنرپیشه زن
- ال مارتینو (۱۹۲۷–۲۰۰۹), خواننده
- رودولف ماته (۱۸۹۸–۱۹۶۴), فیلمبردار و کارگردان
- می مک‌آووی (۱۸۹۹–۱۹۸۴), هنرپیشه زن
- لئو مک‌کری (۱۸۹۸–۱۹۶۹), کارگردان
- کریستین مک‌اینتایر (۱۹۱۱–۱۹۸۴), هنرپیشه زن
- استیون مک‌نالی (۱۹۱۳–۱۹۹۴), هنرپیشه مرد
- آدری مدوز (۱۹۲۲–۱۹۹۶), هنرپیشه زن
- ان میلر (۱۹۲۳–۲۰۰۴), هنرپیشه زن و رقاص
- میلارد میچل (۱۹۰۳–۱۹۵۳), هنرپیشه مرد
- ریکاردو مونتالبان (۱۹۲۰–۲۰۰۹), هنرپیشه مرد
- تلما فرنس، وایکنتس فرنس (1904–1970), socialite, خواهر دوقلوی گلوریا مورگان وندربیلت, عمه طراح مد گلوریا وندربیلت
- آلن موبری (۱۸۹۶–۱۹۶۹), هنرپیشه مرد
- جک مولهال (۱۸۸۷–۱۹۷۹), هنرپیشه مرد
- ریچارد مورفی (۱۹۱۲–۱۹۹۳), فیلمنامه‌نویس، کارگردان و پویانما

### N
- اولین نسبیت (۱۸۸۴–۱۹۶۷), هنرپیشه زن
- فرد سی. نیومیر (۱۸۸۱–۱۹۶۷), کارگردان
- ادموند اوبرایان (۱۹۱۵–۱۹۸۵), هنرپیشه مرد
- پت اوبرایان (۱۸۹۹–۱۹۸۳), هنرپیشه مرد
- هلن اوکونل (۱۹۲۰–۱۹۹۳), خواننده

### P
- جرج پال (۱۹۰۸–۱۹۸۰), کارگردان، پویانما
- لوئلا پارسونز (۱۸۸۱–۱۹۷۲), نویسنده و ستون نویس
- کریس پن (۱۹۶۵–۲۰۰۶), هنرپیشه مرد
- لئو پن (۱۹۲۱–۱۹۹۸), هنرپیشه مرد و کارگردان
- جین پیترز (۱۹۲۶–۲۰۰۰), هنرپیشه زن
- زیسو پیتس (۱۸۹۴–۱۹۶۳), هنرپیشه زن و کمدین

### R
- آلخاندرو ری (۱۹۳۰–۱۹۸۷), هنرپیشه مرد
- روسالیند راسل (۱۹۰۷–۱۹۷۶), هنرپیشه زن
- ان رادرفورد (۱۹۱۷–۲۰۱۲), هنرپیشه زن

### S
- نازلی صبری (۱۸۹۴–۱۹۷۸), ملکه همسر سابق مصر.
- جیا اسکالا (۱۹۳۴–۱۹۷۲), هنرپیشه زن
- دورتی سباستین (۱۹۰۳–۱۹۵۷), هنرپیشه زن
- ادوارد سجویک (۱۸۸۹–۱۹۵۳), هنرپیشه مرد، کارگردان، فیلمنامه‌نویس، و پویانما
- میریام سیگر (۱۹۰۷–۲۰۱۱), هنرپیشه زن
- جان اف. سایتز (۱۸۹۲–۱۹۷۹), فیلمبردار و مخترع.
- مک سنت (۱۸۸۰–۱۹۶۰), mogul
- جو استفورد (۱۹۱۷–۲۰۰۸), خواننده

### T
- هری استردلینگ (۱۹۰۱–۱۹۷۰), فیلمبردار
- شرون تیت (۱۹۴۳–۱۹۶۹), هنرپیشه زن که توسط خانواده Manson بقتل رسید
- ری تیل (۱۹۰۲–۱۹۷۶), هنرپیشه مرد

### V
- جوزف ولنتاین (۱۹۰۰–۱۹۴۹), فیلمبردار
- مابل وان برن (۱۸۷۸–۱۹۴۷), هنرپیشه زن
- جو ویترلی (۱۹۳۷–۲۰۰۴), هنرپیشه مرد
- رابرت وارویک (۱۸۷۸–۱۹۶۴), هنرپیشه مرد
- برایانت واشبرن (۱۸۸۹–۱۹۶۳), هنرپیشه مرد
- ند واشینگتن (۱۹۰۱–۱۹۷۶), ترانه نویس
- تیم ولان (۱۸۹۳–۱۹۵۷), کارگردان و فیلمنامه‌نویس
- ریکاردو مونتالبان (۱۹۲۳–۲۰۰۷), هنرپیشه زن

### Y
- لرتا یونگ (۱۹۱۳–۲۰۰۰), هنرپیشه زن
- پالی آن یونگ (۱۹۰۸–۱۹۹۷), هنرپیشه زن